# Nemzetközi férfinap
A nemzetközi férfinapot (november 19.) először 1999-ben tartották meg Trinidad és Tobagóban, az ENSZ támogatásával. Az esemény ezt követően nagy elismertséget kapott a férfiaktól világszerte, például az Amerikai Egyesült Államokból, Európából, Afrikából, Ázsiából és a Karibi térségből. Magyarországon 2009-től szerveznek a nemzetközi férfinaphoz köthető rendezvényeket.
Az UNESCO nevében Ingeborg Breines, a Women and Culture of Peace program vezetője nyilatkozta, hogy „ez egy kiváló ötlet, ami a nemeknek egyensúlyt adhat.” Hozzátette, hogy szervezete örömmel várja az együttműködést a nemzetközi férfinap szervezőivel.

## A nap célja
A nemzetközi férfinap célja, hogy a fiúk és férfiak egészségére hívja fel a figyelmet és hangsúlyozza a nemek közötti egyenlőséget. Ez egy olyan alkalom is, mely elítél minden a férfiak ellen szóló diszkriminációt és hangsúlyozza az elért eredményeiket a férfiak hozzájárulását a közösség, a család, a házasság és a gyerekekkel való törődésben, valamint elismeri a közösségben betöltött nélkülözhetetlen szerepüket. 
A férfiak, akiknek van munkája, a hétköznapokon a munkahelyükön dolgoznak, emellett egyenlően részt vesznek a háztartási munkában, ha van gyermekük, akkor az ő ellátásukban és nevelésükben, és egyenlő társai partnerüknek. Törődnek és odafigyelnek a barátaikra, részt vállalnak szűkebb közösségük és nemzetüket terhelő gondokból. A nemzetközi férfinap ezért lehetőséget teremt arra, hogy jóakaratú emberek a világ minden pontján elismerjék és ünnepeljék a hozzájuk tartozó férfiakat. 
Az elmúlt tíz évben különféle módon tartottak nemzetközi férfinapot, többek között nyilvános szemináriumok, iskolai rendezvények, rádió- és tévéprogramok formájában. Ünnepelték templomokban, békés kiállításokon, felvonulásokon. Ennek a napnak az évenkénti megtartása jó lehetőség arra, hogy elismerjék a férfiak érdemeit és odafigyeljenek rájuk. 
A szervezők minden évben más témát emeltek ki a férfiakat érintő témák közül. Így 2002-ben a béke, 2003-ban a férfiak egészsége, 2008-ban a férfiak által hozott áldozat, és 2009-ben pozitív férfi példaképeket helyezték előtérbe. 
Világszerte a nemzetközi férfinap szervezői a következő célokat tűzték ki:
- Megünnepelni a férfiakat és a fiúkat, hogy elismerésre kerüljön az értékes és pótolhatatlan hozzájárulásuk, melyet a közösségeinkért és a társadalmunkért tesznek.
- Előtérbe kell helyezni a nemek közötti egyenlőséget és szükséges támogatni a nemek közötti kapcsolatokat.
- Ki kell emelni az erőt és a bátorságot, amivel a férfiak a jobb és biztonságosabb közösségi élet kialakításában vesznek részt.
- Pozitív férfi példaképeket kell felmutatni. Itt nem szabad a filmsztárokra és a sportolókra gondolni. Hétköznapi férfipéldák kellenek, akik megtestesítik a mindennapi dolgozó embert, aki egészséges és tisztességes életet él.

A Nemzetközi Férfinapot ünneplik Trinidad és Tobagóban,Magyarországon, Jamaicában, Ausztráliában, az Amerikai Egyesült Államokban, Új-Zélandon, Pakisztánban, Haitin, Szingapúrban, Máltán, Dél-Afrikában, Kínában és az Egyesült Királyságban. A szervezők felhívása, hogy csatlakozz hozzájuk november 19-én. Ünnepeld velük együtt a férfiakat, akik körülöttünk vannak, értünk és a családjainkért dolgoznak, a munkahelyeken teljesítenek, és a nemzetükért küzdenek szerte a világban.

## Kiegészítő irodalom
- A nemzetközi férfinap globális honlapja Archiválva 2016. november 19-i dátummal a Wayback Machine-ben (International Men's Day Global Website)

- Thompson, Jason: International Men's Day: The Making Of A Movement. Soul Books 2010 "As of 2010 International Men's Day is celebrated in Trinidad and Tobago, Jamaica, Australia, India, Italy, United States, New Zealand, Brazil, Moldova, Haiti, Portugal, Singapore, Malta, South Africa, Ghana, Zimbabwe, Chile, Cuba, Antigua and Barbuda, Barbados, Grenada, St. Vincent, Hungary, Republic of Ireland, Peru, Canada, China, Vietnam, Pakistan, Denmark, France, Sweden, Norway, Guyana, St. Kitts & Nevis, Netherlands, Georgia, Lithuania, Argentina, Mexico, Germany, Austria, Spain, England, Northern Ireland, Wales, and Scotland."

- Weltmännertag - Männerprobleme (német nyelven), 2006. november 3. (Hozzáférés: 2010. március 17.) Férfiproblémák.

- 13 Gründe für den Mann: Heute ist Weltmännertag! (német nyelven). Reinische Post, 2008. március 11. [2009. november 6-i dátummal az eredetiből archiválva]. (Hozzáférés: 2010. március 17.)

- Flood, Michael: International Men’s Day: An open letter of rejection (angol nyelven) (pdf), 2004. október 25. [2011. szeptember 26-i dátummal az eredetiből archiválva]. (Hozzáférés: 2010. március 17.) „It offers a false parallel to International Women’s Day, false because the context and the meaning of the two days are fundamentally different.”

- Phil Gouldson  President Men’s Health & Wellbeing Association ACT. Men's Health and Wellbeing Association - response to Michael Flood [archivált változat]. Internationalmensday.com (2004. november 5.). Hozzáférés ideje: 2010. április 8. [archiválás ideje: 2010. január 20.] „our society accepts and supports that our men and boys are fair game to blame, ridicule, mock and belittle...Not all men and boys are fathers, while Men’s Health Week focuses on claimed inadequacies of men in not better managing their health. ”

- ‘Not all men are bad’ (angol nyelven) (video). Times LIVE Multimedia, 2009. november 1. [2009. november 21-i dátummal az eredetiből archiválva]. (Hozzáférés: 2010. március 17.) „Nem minden férfi rossz.”

- Moyes, Jojo: Don't pelt me with stilettos girls, but it's time we had a special day to celebrate MEN (angol nyelven) UK Mail Online, 2010

- Challa, Uma: International Men's Day (angol nyelven) MeriNews, 2009. "Every day, men face many of the same problems that women do. These include physical and emotional health issues, work related stress, financial difficulties, problems with family and relationships, and more serious problems like domestic violence, harassment at workplace and sexual abuse. In addition, they suffer legal harassment, financial abuse and forced separation from children through women-centric laws."

## További kiegészítések
- Historical archive - Timeline (angol nyelven). International Men's Day. [2010. október 27-i dátummal az eredetiből archiválva]. (Hozzáférés: 2010. március 17.) Idővonal ábra a nevezetes nap létrejöttéről.

- Logos (angol nyelven). International Men's Day. (Hozzáférés: 2010. március 17.) Nemzetközi férfinap (IMD) logók